# روزماري ويست
روزماري ويست (بالإنجليزية: Rosemary Pauline West)‏ هي قاتلة متسلسلة بريطانية، ولدت في 29 نوفمبر 1953 في بارنستيبل ‏ في المملكة المتحدة.

## وصلات خارجية
- روزماري ويست على موقع إن إن دي بي (الإنجليزية)